# 郑灏东
郑灏东（1962年7月—），男，汉族，河南新密市人，中共党员，中华人民共和国政治人物。

## 人物经历
郑灏东早年在黄河科技学院党政专业就读，毕业后在家乡新密市任职，曾任该市下辖的来集镇中共党委书记，其后历任中共新密市委办公室常务副主任、新密市人民政府副市长、中共新密市委常委、统战部长等职。2008年，转任郑州市人民政府副秘书长。2011年6月30日，转任郑州市城市管理局局长。
2011年12月，转任中共郑州市金水区党委书记，期间因表现优异，于2015年获中共中央组织部表彰为“全国优秀县委书记”。翌年5月，他转任中共河南省委办公厅副主任。现任中共河南省委办公厅一级巡视员。